# Bolesław Mołojec
Bolesław Mołojec ps. „Apostoł”, „Edward Długi” (ur. 9 lutego 1909 w Henrykowie, zm. 29 lub 31 grudnia 1942 w Warszawie) – polski działacz komunistyczny, I sekretarz Komitetu Centralnego Polskiej Partii Robotniczej (grudzień 1942), podczas wojny domowej w Hiszpanii dowódca Brygady im. Jarosława Dąbrowskiego, pierwszy dowódca Gwardii Ludowej.

## Życiorys

### Okres tomaszowski
Jego rodzice gospodarowali na 5 hektarach ziemi we wsi Henryków pod Tomaszowem Mazowieckim. Bolesław był jednym z dziewięciorga dzieci, z których tylko czworo przeżyło. W powojennych relacjach powstających w związku ze wznawianymi w latach 70. XX wieku badaniami na temat zabójstwa Marcelego Nowotki, przedwojenni sąsiedzi Mołojców opisywali ojca Bolesława – Adama jako „zorientowanego politycznie”, tą postawą miał zarazić syna. Samego zaś Bolesława opisywano jako dziecko „krnąbrne i mające zawsze swoje zdanie”. Bolesław był uczniem lokalnego gimnazjum, z którego jednak go relegowano. Jako młodociany pracował w Tomaszowskiej Fabryce Sztucznego Jedwabiu (TFSJ). Należał do Komunistycznego Związku Młodzieży Polski (KZMP). Był sekretarzem nielegalnej komórki młodzieżowej w TFSJ. Wykazywał skłonności do teoretyzowania i mistycyzmu, z tego powodu już w Tomaszowie nosił konspiracyjny pseudonim „Apostoł”. Organizował w mieście wiece pierwszomajowe i spotkania z bezrobotnymi. Zachowała się relacja z jednego z nich z 16 stycznia 1930 roku w lokalu PPS-Lewicy przy ul. Piłsudskiego. Bolesław Mołojec wygłosił na nim mowę krytykującą Józefa Piłsudskiego, której fragment przytacza Czesław Cyniak we „Włóknach Sztucznych” z 16 czerwca 1981 roku:
„Czynniki rządowe nie poczyniły dotychczas żadnych kroków w celu zapobieżenia nędzy bezrobotnych robotników, natomiast rząd faszystowski wydaje olbrzymie sumy na budżet wojskowy i na przygotowania do wojny przeciwko ZSRR”
Uczestnicy spotkania zostali w większości aresztowani, sam Mołojec został objęty dozorem policyjnym. Bardziej dramatyczny charakter miała demonstracja pierwszomajowa pół roku później. Policja rozbiła ją na wysokości ulicy Przeskok w centrum miasta (obecnie schody ze skarpy pomiędzy placem Kościuszki a ulicą Tkacką), część uczestników aresztowano, Mołojcowi udało się zbiec. Wystawiono za nim list gończy. Następnie krótko ukrywał się w Łodzi.

### Studia w Moskwie
Z Łodzi wyjechał do Moskwy, gdzie studiował na Komunistycznym Uniwersytecie Mniejszości Narodowych Zachodu. W latach 1935–1936 był członkiem Sekretariatu Komitetu Centralnego Komunistycznego Związku Młodzieży Polski i sekretarzem Komitetu Warszawskiego. Jednak w czerwcu 1936 roku usunięto go ze stanowiska w Sekretariacie KC KZMP.

### Ochotnik w Brygadach Międzynarodowych w Hiszpanii
Samowolnie, bez zgody władz partyjnych wyjechał do Hiszpanii ogarniętej wojną domową zasilając szeregi koalicji antyfrankistowskiej. Początkowo walczył w batalionie im. Georgija Dymitrowa. Jako wyróżniający się żołnierz otrzymał oficerski stopień porucznika i został szefem sztabu batalionu im. Jose Palafoxa wchodzącego w skład XIII Brygady im. Jarosława Dąbrowskiego. W październiku 1937 r. awansował na kapitana i został dowódcą batalionu im. Adama Mickiewicza. Doceniony za walki w Estremadurze, został zastępcą dowódcy Brygady im. J. Dąbrowskiego i w trakcie walk nad rzeką Ebro latem 1938 roku otrzymał stopień majora i dowództwo Brygady Międzynarodowej im. Jarosława Dąbrowskiego. Jako jedyny z Polaków walczących w Hiszpanii otrzymał z rąk premiera Hiszpanii – Juana Negrina najwyższe odznaczenie bojowe wojska Republiki Hiszpańskiej – Medal za Dzielność. We wrześniu 1938 roku został dowódcą Centrum Demobilizacyjnego Brygad Międzynarodowych.

### W przededniu II wojny światowej
Od stycznia 1939 przebywał w Paryżu, gdzie kierował najpierw Grupą Inicjatywną do spraw polskich przy Kominternie, a potem Tymczasowym Ośrodkiem Kierowniczym Komunistycznej Partii Polski, stworzonymi przez Komintern w celu zastąpienia rozwiązanych w 1938 roku starych struktur KPP.

### Podczas wojny
W czasie II wojny światowej, od stycznia 1940 roku przebywał w ZSRR. Tworzył tam memoriały dla władz radzieckich wskazujące na konieczność odbudowy partii komunistycznej w Polsce walczącej z hitlerowcami. Od jesieni 1940 roku był w Szkole Politycznej w Nagornoje, potem w Puszkino pod Moskwą i w Kusznarenkowie koło Ufy. Członek tzw. Grupy Inicjatywnej Polskiej Partii Robotniczej.
Różnice w koncepcjach pomiędzy Mołojcem a Nowotką i Finderem
Jednak, podobnie jak przed wojną w Hiszpanii, ujawniały się różnice w koncepcjach tworzenia struktur ruchu komunistycznego w okupowanej Polsce pomiędzy Mołojcem a ścisłym kierownictwem przyszłej partii. Podczas szkoleń w ZSRR pisał w tej sprawie memoriały do Stalina. Leon Kasman wspominał: „List, który wysłał do Stalina nie był przedyskutowany z grupą (…). Pamiętam jedynie, że był on w stylu Ty mnie rozumiesz, a ja ciebie Stalinie”. Rozbieżności dotyczyły przede wszystkim nadrzędności struktur wojskowych nad politycznymi i patriotyzmu polskiego nad komunizmem. Mołojec uważał, że komuniści powinni zbudować silną organizację wojskową opartą na hasłach przede wszystkim patriotycznych. Komórki komunistyczne istniałyby jedynie jako zarządy polityczne przy jednostkach wojskowych. Zwyciężyła jednak koncepcja reprezentowana przez Marcelego Nowotkę i Pawła Findera zakładająca budowę silnej partii komunistycznej, której podporządkowany byłby ruch partyzancki.
Założyciel Polskiej Partii Robotniczej – nocny desant we Wiązownej
Nie wykluczono jednak Mołojca z kierowania partią – głównie przez cenne doświadczenie na polu walki, które zdobył w Hiszpanii sprawując najwyższe stanowiska wojskowe. W nocy z 27 na 28 grudnia 1941 z sowieckiego samolotu została zrzucona na spadochronach pierwsza Grupa Inicjatywna przyszłej Polskiej Partii Robotniczej. W jej skład wchodziło 6 osób:
- Marceli Nowotko,
- Paweł Finder,
- Bolesław Mołojec,
- Pinkus Kartin,
- Czesław Skoniecki,
- Maria Rutkiewicz (telegrafistka)

Grupa Inicjatywna wylądowała w okolicach wsi Wiązowna w powiecie otwockim celem przedostania się na warszawski Żoliborz, gdzie w jednym z mieszkań formalnie założono PPR. Spośród wyżej wymienionych Mołojec wchodził w skład ścisłej „trójki kierowniczej” partii (obok Nowotki i Findera). Został wyznaczony jako pierwszy dowódca zbrojnego ramienia PPR – Gwardii Ludowej. Pół roku później, 10 czerwca 1942 roku uczestniczył w pierwszej akcji zbrojnej przeciwko Niemcom pod Polichnem koło Piotrkowa Trybunalskiego. Niemcy znając już personalia Mołojca aresztowali i zamordowali jego rodziców. Nowo powstającej formacji zbrojnej brakowało jednak kadr dowódczych. Kilka tygodni po akcji pod Polichnem Mołojec ponownie wyjechał do Paryża, tym razem celem sprowadzenia kilkudziesięciu wykwalifikowanych żołnierzy z czasów Brygad Międzynarodowych w Hiszpanii, w tym swego brata Zygmunta Mołojca. Władysław Gomułka w swoich wspomnieniach opisuje Mołojca z tamtych czasów: „Był człowiekiem niemal pozbawionym uczucia strachu, a zarazem żołnierzem kochającym wojaczkę”.

### Egzekucja na Kamiennych Schodkach w Warszawie

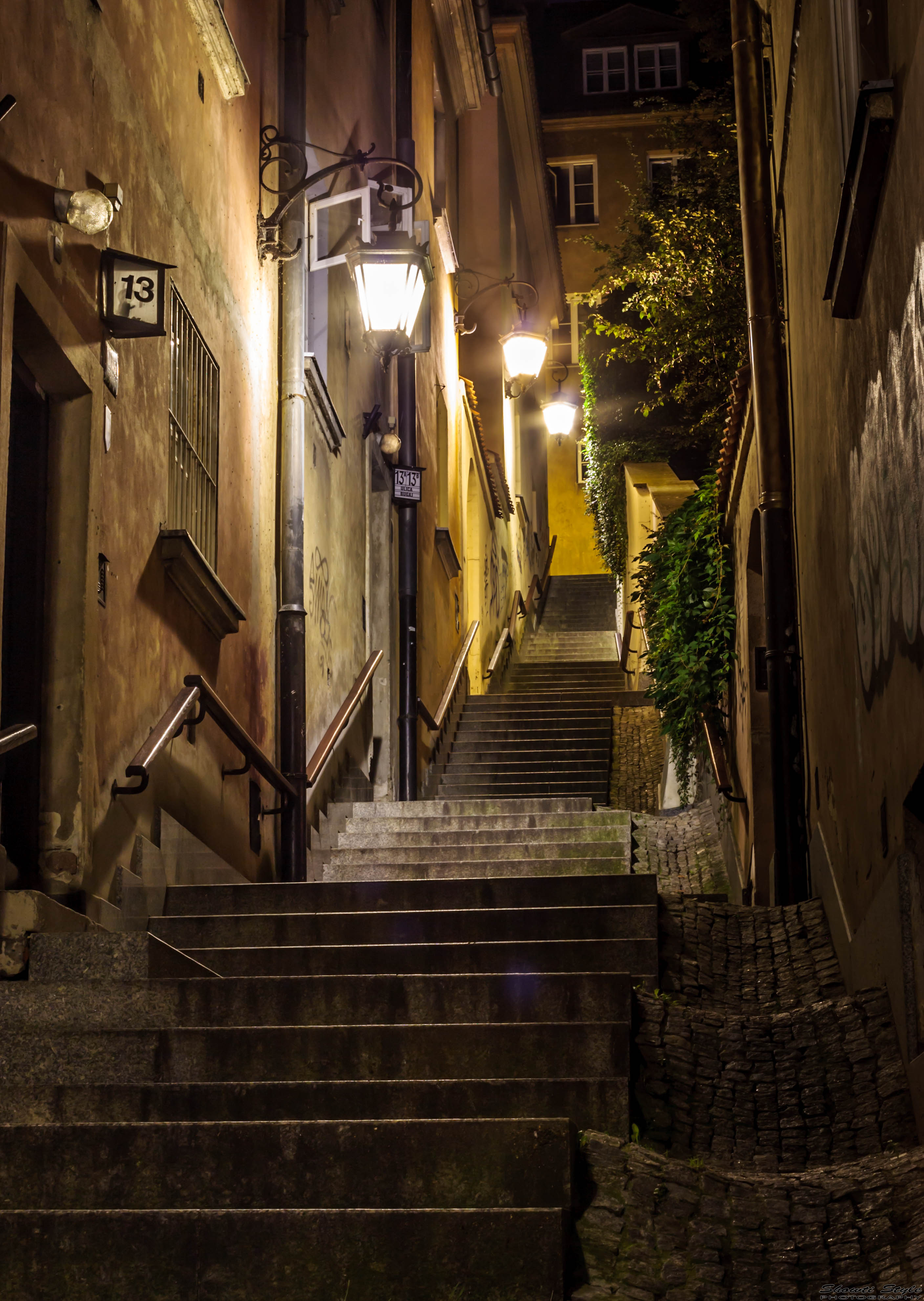
Ul. Kamienne Schodki na warszawskiej Starówce, miejsce zabójstwa Mołojca

W listopadzie 1942 roku doszło do zabójstwa Marcelego Nowotki. Bolesław Mołojec, w związku ze zmianą relacji na temat spotkania z Nowotką tego dnia, został oskarżony o zlecenie zabójstwa Nowotki, którego miał dokonać jego brat Zygmunt. Ówczesne władze polityczne PPR (Paweł Finder, Małgorzata Fornalska, Franciszek Jóźwiak i Władysław Gomułka) wydały polecenie fizycznej likwidacji Mołojca. Do zamachu doszło wieczorem na wąskich i obudowanych kamienicami Kamiennych Schodkach na warszawskiej Starówce, dokąd zwabiono Mołojca pod pretekstem sprawdzenia przez niego konspiracyjnego lokalu na użytek umieszczenia w nim radiostacji. Do Mołojca strzelał Jan Krasicki, którego ubezpieczał Mordechaj Hejman.

## Okoliczności zamachu na Nowotkę
28 listopada 1942 roku, nieopodal ówczesnego Dworca Zachodniego (na rogu ul. Kolejowej i ul. Przyokopowej) w Warszawie, granatowa policja znalazła ciało mężczyzny, a przy nim dokumenty wystawione na nazwisko Jan Wysocki. Były to znane już Gestapo fikcyjne dane pierwszego przywódcy PPR Marcelego Nowotki. Powiadomieni o tym Paweł Finder i Fornalska, wiedząc, że tego dnia Nowotko był umówiony z Bolesławem Mołojcem, próbowali skontaktować się z tym ostatnim. Udało się to dopiero po trzech dniach. Mołojec oświadczył, że spotkał się z Nowotką, ale po krótkiej rozmowie rozstali się i nie wie, co się z nim stało. Po kilku dniach zmienił zdanie i oświadczył, że zostali z Nowotką napadnięci przez nieznanych sprawców, a Nowotko zginął zastrzelony. Zapytany, czemu uciekł, zostawiając Nowotkę odpowiedział, że stchórzył i ratował samego siebie. Wyraził pogląd, że napadu mogła dokonać Armia Krajowa. Po tych rozmowach bez wiedzy pozostałych członków KC PPR Mołojec przesłał do Moskwy do Dymitrowa, szefa Kominternu, depeszę informującą o śmierci Nowotki w wyniku zamachu podziemia londyńskiego i o fakcie przejęcia funkcji sekretarza PPR przez samego siebie. O spotkaniu z Nowotką tuż przed zamachem nie poinformował. Wszystkie te fakty u pozostałych członków KC wywołały podejrzenie, że inicjatorem zabójstwa Nowotki był sam Bolesław Mołojec. Poszlaką miało być również pobranie broni służbowej tuż przed zamachem przez drugiego z braci Mołojców – Zygmunta. To on według oskarżycieli miał zastrzelić Nowotkę. Niespełna miesiąc po zabójstwie Nowotki – 29 grudnia 1942 roku – Finder, Fornalska, Jóźwiak i Gomułka – ze względu na zagrożenie dla podziemnej działalności PPR – podjęli decyzję o likwidacji Mołojca, która została dokonana przez Janka Krasickiego jeszcze tego samego dnia na ul. Kamienne Schodki. Na posiedzeniu KC PPR 31 grudnia 1942 r. powołano komisję partyjną na czele z adwokatem Teodorem Duraczem, która miała zbadać sprawę i przedstawić po wojnie wyniki swojej działalności. Komintern poinformowano o partyjnych rozliczeniach 8 stycznia 1943 roku. Komisja Duracza ustaliła, że 28 listopada 1942 r. (w dniu, w którym zginął Nowotko) brat Bolesława Mołojca – Zygmunt ps. „Anton”, będący ówcześnie kierownikiem wydziału informacji Sztabu Głównego Gwardii Ludowej, pobierał broń z konspiracyjnego magazynu celem likwidacji nieznanego mu wcześniej prowokatora w szeregach PPR. W tej sytuacji po rozmowach wyjaśniających z Zygmuntem Mołojcem wyrokiem śmierci objęto również jego. Wyrok został wykonany.
Na III Plenum PZPR w listopadzie 1949 roku Bolesław Bierut oskarżył Mołojca o bycie agentem przedwojennej „Dwójki” i prowokatorem.
Hipotezy dotyczące potencjalnych motywacji Mołojca
Większość historyków przyjmuje, że przyczyną śmierci Nowotki były osobiste ambicje porywczego Bolesława Mołojca, który uważał się za osobę predestynowaną do sprawowania kierownictwa w partii komunistycznej. W literaturze historycznej podaje się różne przypuszczalne motywy działania braci Mołojców (ambicje, patriotyzm, współpraca z Gestapo, NKWD czy AK, a nawet choroba psychiczna). Brani są pod uwagę także inni zabójcy.

## Propaganda PRL
Przez cały okres PRL, mimo zmian ekip KC PZPR i ewolucji w ich stosunku do tożsamości ruchu komunistycznego na ziemiach polskich, postaci Bolesława Mołojca starano się nie eksponować. Natomiast w miejscach, gdzie był powszechnie znany z przedwojennej działalności budowano legendę antybohatera – zamachowca nacjonalisty. W rodzinnym Tomaszowie Mazowieckim duże zakłady przemysłu wełnianego – późniejszy Tomtex, nazwano imieniem Marcelego Nowotki, który z miastem nie miał nic wspólnego. W latach 80. XX w. jednemu z największych osiedli mieszkaniowych – dzisiejszemu osiedlu Hubala w Tomaszowie również nadano patronat Marcelego Nowotki. W mieście eksponowano XIX-wiecznych działaczy socjalistycznych rangi lokalnej jak Konstantego Koplina czy Rocha Paszkowskiego nadając ich jako patronów ulicom na największym osiedlu Niebrów, mimo istnienia niewielu źródeł na temat ich działalności. „Brat towarzyszki jest człowiekiem w ogóle na naszym gruncie nieznanym” – o Bolesławie Mołojcu miał powiedzieć prezes ZBoWiD w Tomaszowie Stanisław Kujda, rozmawiając z siostrą Mołojca – Barbarą Mołojec – Bernatowicz – w latach 70. XX wieku. Związek w tym czasie był inicjatorem budowy wielu miejsc pamięci w mieście.

## Awanse
- kapitan – 1937
- major – 1938
- Dowódca Główny GL – 1942